# 畑直幸
畑 直幸（はた なおゆき、1979年 - ）は、写真家。岐阜県生まれ。

## 経歴
2000年中日美容専門学校夜間部卒業。2001年岐阜経済大学経済学部卒業。2008年東京写真学園卒業。2010年ホンマタカシworkshop参加。2011年Gerrit Rietveld Academie（Photography）在籍中。
現在オランダ在住。

## 受賞歴
- 2010年EINSTEIN PHOTO COMPETITION VOL.1 八木沢俊樹賞。
- 2011年第4回写真「1_WALL」グランプリ。

## 展示
- 2010年 echo　-8人の写真展-/ランプ坂ギャラリー(東京)。
- 2010年 ホンマタカシworkshop選抜クラス、「たのしい写真」ワークショップ選抜クラス修了-3/青山ブックセンター(東京)。
- 2010年 EINSTEIN PHOTO COMPETITION VOL.1/EINSTEIN STUDIO(東京)。
- 2011年 第4回写真「1_WALL」展/ガーディアン・ガーデン(東京)。
- 2011年 forest　-8人の写真展-/ランプ坂ギャラリー(東京)。
- 2011年 Igor Metropol at Art Market Budapest 2011(ハンガリー)。